# Matjaž Mastnak
Matjaž Mastnak, strokovnjak za okrasne rastline, predavatelj in pisec, *11. avgust 1963, Šempeter pri Gorici.

## Življenje
Po končanem univerzitetnem študiju gozdarstva leta 1990 se je zaposlil kot mladi raziskovalec. Leta 1994 je nastopil službo pri Centru za šolske in obšolske dejavnosti, leta 1998 pa v Arboretumu Volčji Potok. Po kratki zaposlitvi na Upravi RS za varstvo narave se je kot svetovalec za dendrologijo leta 2000 vrnil v Arboretum Volčji Potok, kjer je kot kurator zaposlen še danes. 
Od leta 2008 je učitelj svetnik in višješolski predavatelj za predmete na programih hortikultura in gozdarstvo in lovstvo. Od leta 2004 predava na Šoli za horitkulturo in vizualne umetnosti v Celju, od šolskega leta 2014/15 pa redno ali občasno tudi na Biotehniškem centru v Naklu in na Višji strokovni šoli v Postojni. Predava tudi na strokovnih srečanjih in za splošno publiko. 
Kot tajnik in član Upravnega odbora je dejaven v Društvu ljubiteljev vrtnic Slovenije.

## Delo
Od leta 1993 v vrtnarskih revijah objavlja poljudne in strokovne prispevke. Redno piše za revijo Gaia in druge revije in časopise. V Nedelu je od leta 2004 do januarja 2018 objavil 685 prispevkov za rubriko "Natura in kultura". Del teh besedil je združil po različnih tematikah, jih priredil in pripravil za knjižno objavo v zbirki "O cvetani in živani" pri založbi Miš: Cvetoča pomlad (2012), Barvita predstava: jesensko-zimski in praznični čas (2014), Poletne cvetlice (2015) in Sem z vrtnicami: duhovno-lepotni svet kraljevske rože (2015). Je tudi avtor in soavtor nekaterih didaktičnih besedil, kot na primer učbenika Pogled v rastlinski svet (2007). Poleg tega, da je razvil svoj prepoznavni slog pisanja, svoja strokovno podkovana besedila o naravi prepleta tako z lastno prevodno poezijo, ki se navdihuje iz lepot narave, kakor tudi z družbeno pronicljivimi opažanji, ki jih pogosto začini s kritično ostjo in humorjem.
Od leta 1996 do 2002 je za otroški in mladinski program Televizije Slovenija napisal 100 scenarijev, po katerih je bilo posnetih prav toliko oddaj Sprehodi v naravo. Dve leti je oddajo tudi vodil. Od leta 2003 do 2007 je ustvaril 40 scenarijev za otroško nanizanko o naravi Ali me poznaš? in sodeloval pri snemanju in montaži vseh epizod.
Vodi delavnice o vrtnicah in je soorganizator prireditev “Slovenski dan vrtnic” in “Vse lepo o vrtnicah”, ki jih Društvo ljubiteljev vrtnic pripravlja v sodelovanju z Arboretumom Volčji Potok. Leta 2016 in 2017 je bil član organizacijskega in programskega odbora za regionalni kongres Svetovne zveze društev ljubiteljev vrtnic, ki je junija 2017 potekal v Ljubljani. Kot vabljeni predavatelj je večkrat nastopil na strokovnih vrtničarskih srečanjih v tujini, med drugim leta 2018 s plenarnim predavanjem na svetovnem kongresu Svetovne zveze društev ljubiteljev vrtnic v Koebenhavnu. 